# Episodi di Big Sky (terza stagione)
La terza stagione della serie televisiva Big Sky è composta da 13 episodi.
In Italia gli episodi vengono pubblicati sulla piattaforma on demand Disney+. 
| nº | Titolo originale                    | Titolo italiano                         | Prima TV USA      | Prima TV Italia  |
| -- | ----------------------------------- | --------------------------------------- | ----------------- | ---------------- |
| 1  | Do You Love An Apple                | Tu ami una mela                         | 21 settembre 2022 | 21 dicembre 2022 |
| 2  | The Woods Are Lovely, Dark and Deep | I Boschi sono deliziosi, bui e profondi | 28 settembre 2022 | 28 dicembre 2022 |
| 3  | A Brief History of Crime            | Una breve storia di criminalità         | 5 ottobre 2022    | 4 gennaio 2023   |
| 4  | Carrion Comfort                     | Danza macabra                           | 12 ottobre 2022   | 11 gennaio 2023  |
| 5  | Flesh and Blood                     | In carne e ossa                         | 19 ottobre 2022   | 18 gennaio 2023  |
| 6  | The Bag and the Box                 | La borsa e la scatola                   | 26 ottobre 2022   | 25 gennaio 2023  |
| 7  | Come Get Me                         | Vieni a prendermi                       | 2 novembre 2022   | 1º febbraio 2023 |
| 8  | Duck Hunting                        | Caccia alle anatre                      | 16 novembre 2022  | 8 febbraio 2023  |
| 9  | Where There's Smoke There's Fire    | Una vita in frantumi                    | 30 novembre 2022  | 15 febbraio 2023 |
| 10 | A Thin Layer of Rock                | Uno strato sottile di roccia            | 7 dicembre 2022   | 22 febbraio 2023 |
| 11 | Super Foxes                         | Un gioco perverso                       | 4 gennaio 2023    | 1º marzo 2023    |
| 12 | Are You Mad?                        | Sei arrabbiato?                         | 11 gennaio 2023   | 8 marzo 2023     |
| 13 | That Old Feeling                    | Quella vecchia sensazione               | 18 gennaio 2023   | 15 marzo 2023    |